# Phalera fasciata
Phalera fasciata är en fjärilsart som beskrevs av Kaiser 1919. Phalera fasciata ingår i släktet Phalera och familjen tandspinnare. Inga underarter finns listade i Catalogue of Life.